# 狐狸座
狐狸座（Vulpecula）是一個位於北天球銀河中的模糊星座，在天鵝座南方。17世紀末波蘭天文學家赫維留命名為「狐狸與鵝」。

## 历史
这个微弱的星座位于银河一个明亮的区域，因此更加难以观测。1660年，波兰天文学家赫維留斯感觉这里应该设立一个星座。尽管这个区域看起来很不显眼，但使用双筒望远镜或小型望远镜可以发现这是一个有趣的天区。这里有一个梅西耶天体M27。
1967年10月，位于狐狸座的脉冲星PSR B1919+21由剑桥大学卡文迪许实验室的安東尼·休伊什教授的研究生——24岁的乔丝琳·贝尔检测射电望远镜收到的信号时无意中发现。这是人类有史以来发现的第一颗脉冲星。

## 深空天体
- M27：对于使用小型望远镜的人，这可能是最好的行星状星云。因为它大而明亮，结构清楚。它的另外一个名称是哑铃星云，那是因为它的外表长而两端宽圆。使用3英寸（8厘米）望远镜可以看见它，尽管它全部的星云面貌只要使用14英寸（36厘米）或更大的望远镜才可见，它的星等是+8.1。
- NGC 6830：这是一个由星等+11或更暗的星构成的小星团，越向中心越紧密。
- NGC 6940：这个疏散星团的突出特征是6颗星等+9的恒星分布在一个细致的星团上，用6英寸（15厘米）或更大的望远镜能看到60-100颗恒星。

## 其他天体
- Collinder 339：它也称为Brocchi星团或衣架星团，从地球看它与日常使用的衣架外形惊人的相似。Collinder 399是一个明亮的星协，使用双筒望远镜可见。如果使用6英寸（15厘米）或更大的望远镜就可以看见在衣架星团的东部狐狸座7的旁边，有一个微弱的疏散星团，那是NGC 6802，NGC 6802需使用8英寸（20厘米）或更大的望远镜才能看见单颗的恒星。